# Ergosfera

Ergosfera envoltant l'horitzó d'esdeveniments d'un forat negre en rotació.

L'ergosfera (també coneguda com a ergoesfera) és la regió exterior i propera a l'horitzó d'esdeveniments d'un forat negre en rotació. En aquesta regió, el camp gravitatori del forat negre gira juntament amb aquest arrossegant l'espai-temps.
Es tracta d'un fenomen teoritzat pel físic neozelandès Roy Kerr i prové directament de les teories de la relativitat general d'Albert Einstein. El model de forat negre de Kerr parteix del primer i més simple model de forat negre, el model de Schwarzschild.
El seu nom va ser proposat per Remo Ruffini i John Archibald Wheeler durant les Conferències de Les Houches l'any 1971 i deriva de la paraula grega ἔργον (ergon), que significa «treball». Va rebre aquest nom perquè teòricament és possible extreure energia d'un forat negre realitzant determinades manipulacions a l'ergosfera. Parlem del procés Penrose o superradiància segons si aquestes manipulacions es refereixen a partícules o ones electromagnètiques.
Contràriament al que indica el seu nom, l'ergosfera no és una regió esfèrica. De fet, la seva forma exacta és difícil de representar en un espai euclidià tridimensional clàssic, a causa de les distorsions de l'espai causades pel camp gravitatori del forat negre. L'ergosfera té una forma esferoïdal aplanada que toca l'horitzó d'esdeveniments als pols d'un forat negre en rotació i s'estén fins a un radi més gran a l'equador. El radi equatorial (màxim) d'una ergosfera correspon al radi de Schwarzschild d'un forat negre no giratori; el radi polar (mínim) pot ser tan petit com la meitat del radi de Schwarzschild en cas que el forat negre estigui rotant al màxim (a taxes més altes de rotació el forat negre no podria haver-se format). L'ergosfera, en un forat negre giratori, és una regió que té la forma d'un el·lipsoide per a baixes velocitats de rotació, el límit de la qual prop dels pols tendeix a coincidir amb l'horitzó d'esdeveniments, però prop de l'equador es desprèn. A mesura que augmenta el moment angular del forat negre, la forma de l'ergosfera tendeix a ser cada cop més semblant a un bunyol sense forat, és a dir, a un disc el centre del qual s'aprima fins al punt de tocar l'horitzó dels esdeveniments a sota.
En astrofísica, l'ergoregió és una regió entre l'horitzó i l'ergosfera d'un forat negre giratori (forat negre de Kerr o forat negre de Kerr-Newman). Per a aquests objectes, la rotació del forat negre tendeix a arrossegar l'espai i la matèria al seu moviment. Aquest fenomen s'anomena efecte Lense-Thirring. Es necessita una amplitud tal a les proximitats d'un forat negre que es fa impossible que un observador romangui immòbil en relació amb estrelles llunyanes (considerades com a fixes). La regió on es produeix aquest efecte ondulació s'anomena ergosfera.

## Etimologia
El terme «ergosfera» prové del grec ἓργον (ergon) que significa «treball», per indicar l'esfera dins del qual es pot realitzar un treball capaç d'augmentar l'energia d'una partícula que hi entra.
La terminologia va ser introduïda per Remo Ruffini i John Archibald Wheeler durant les Conferències de Les Houches l'any 1971.

## Descripció

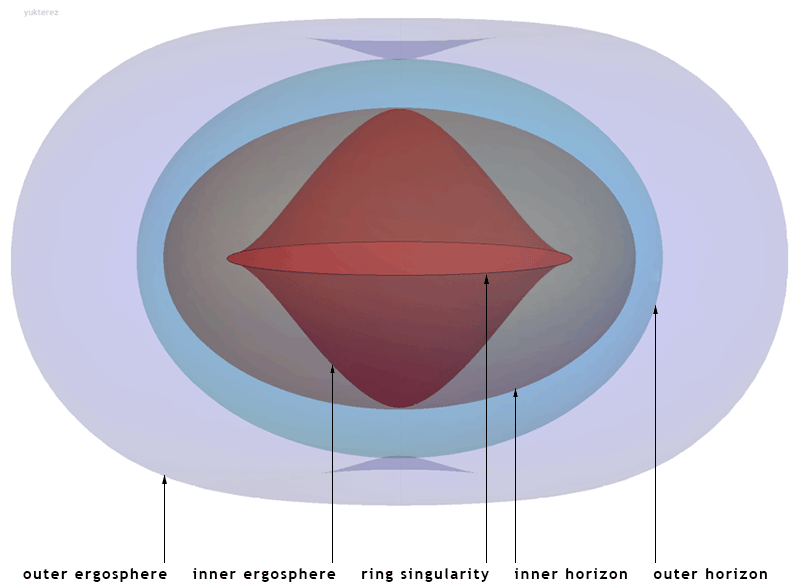
A les ergosferes (aquí es mostren en violeta per a l'externa i vermell per a l'interna), el coeficient mètric temporal gtt esdevé negatiu, és a dir, actua com un component mètric purament espacial. Projecció cartesiana, perspectiva equatorial

Ho prediu el model matemàtic original de Karl Schwarzschild. Com que un forat negre giratori, si també està carregat amb una càrrega, està dotat d'un camp magnètic molt alt; la dinamo que genera aquest camp magnètic ha de tenir alguna font d'energia capaç d'alimentar-lo. A més, la matèria que formaria la singularitat central hipercomprimida (un plasma de quarks i gluons) tindria temperatures extremadament elevades, properes al límit superior que es pot assolir a escala calenta ({\displaystyle 10^{32}} K), més enllà del qual la matèria es convertiria automàticament en fotons.
Tot això testimonia que un forat negre gasta energia per mantenir la temperatura elevada en la singularitat i el camp magnètic de l'ergosfera i l'horitzó d'esdeveniments. La característica fonamental d'aquest espai és imposar un moviment perpetu a tot allò que hi cau al seu interior.
Un cop dins, cap partícula pot romandre estacionària, en repòs, però necessàriament ha de participar en la rotació del forat negre; de fet, el disc d'acreció es forma a l'ergosfera, és a dir, la matèria que el forat negre parasita d'una possible estrella propera. Aquesta matèria gira cada cop més vertiginosa al voltant del forat negre en un moviment en espiral que acaba amb la seva deglució pel propi forat negre. Durant aquestes fases, l'acceleració de la matèria a velocitats relativistes provocaria que els àtoms implicats en el procés de canibalització emetin raigs X i raigs γ especialment intensos (com en els quàsars).
L'acceleració imposada i impartida a les partícules capturades és propera a la de la llum. Això vol dir que la matèria encara té la capacitat d'escapar de l'atracció gravitatòria del forat negre, ja que posseeix una força gravitatòria capaç de sobreviure a la velocitat de la llum només dins de l'horitzó d'esdeveniments.
Però la matèria capturada i atrapada a l'ergosfera no pot romandre estacionària a una certa distància. En aquesta regió concreta de l'espaitemps, l'energia també pot prendre un valor negatiu; una partícula o un cos que aconseguissin sortir de l'ergosfera estaria dotat, en el moment de sortir, d'una energia superior a la que posseïa en el moment de la seva captura. Aquest excedent energètic s'obtindria a costa de la singularitat central generadora del forat negre, que disminuiria en massa i energia (tant tèrmica com gravitatòria).

## Formulació
L'ergosfera també representa el «límit estàtic», ja que les partícules que hi entren són necessàriament arrossegades en el sentit de gir del forat negre, és a dir, posseeixen un moment angular del mateix signe de {\displaystyle J}.
Aquest arrossegament confereix impuls cinètic i energia mecànica a la partícula a costa de l'energia del forat negre. Aquest efecte es coneix com el procés Penrose.
L'ergosfera es pot descriure en coordenades polars per l'equació:
{\displaystyle r={\frac {r_{\mathrm {S} }}{2}}\left[1+{\sqrt {1-\left({\frac {Jc}{GM^{2}}}\cos \theta \right)^{2}}}\right]}
on {\displaystyle \theta } és l'angle respecte a l'eix de rotació de l'el·lipsoide del qual és l'eix menor {\displaystyle r_{h}}mentre que l'eix major ve donat per {\displaystyle r_{\mathrm {stat} }=r_{\mathrm {Sh} }}.

## Rotació
Quan un forat negre gira, gira l'espaitemps en la direcció de la rotació a una velocitat que disminueix amb la distància de l'horitzó d'esdeveniments. Aquest procés es coneix com a efecte Lense-Thirring. A causa d'aquest efecte d'arrossegament, un objecte dins de l'ergosfera no pot semblar estacionari respecte a un observador extern a una gran distància, tret que aquest objecte es mogués a una velocitat superior a la de la llum (una impossibilitat) respecte a l'espaitemps local. La velocitat necessària perquè aquest objecte aparegui estacionari disminueix en punts més allunyats de l'horitzó d'esdeveniments, fins que a certa distància la velocitat requerida és insignificant.
El conjunt de tots aquests punts defineix la superfície de l'ergosfera, anomenada ergosuperfície. La superfície exterior de l'ergosfera s'anomena superfície estàtica o límit estàtic. És la velocitat de la llum que defineix arbitràriament la superfície de l'ergosfera. Aquesta superfície apareixeria com un oval que coincideix amb l'horitzó d'esdeveniments al pol de rotació, però a una distància més llarga de l'horitzó d'esdeveniments a l'equador. Fora d'aquesta superfície, l'espai encara és arrossegat, però a un ritme menor.

## La mida de l'ergosfera

Animació: una partícula de prova que s'apropa a l'ergosfera en direcció retrògrada es veu obligada a canviar la seva direcció de moviment (en coordenades Boyer-Lindquist)

La mida de l'ergosfera, la distància entre l'ergosuperficie i l'horitzó d'esdeveniments, no és necessàriament proporcional al radi de l'horitzó d'esdeveniments, sinó més aviat a la gravetat del forat negre i el seu moment angular. Un punt dels pols no es mou i, per tant, no té moment angular, mentre que a l'equador un punt tindria el seu moment angular més gran. Aquesta variació del moment angular que s'estén des dels pols fins a l'equador és la que dona a l'ergosfera la seva forma ovalada. A mesura que augmenta la massa del forat negre o la seva velocitat de rotació, la mida de l'ergosfera també augmenta.
El radi equatorial de l'ergosfera {\displaystyle R} d'un forat negre ve donat per
{\displaystyle R={\frac {GM}{c^{2}}}\left(1+{\sqrt {1-a^{2}\cos ^{2}\theta }}\right)={\frac {R_{\mathrm {s} }}{2}}\left(1+{\sqrt {1-a^{2}\cos ^{2}\theta }}\right)=R_{\mathrm {g} }\left(1+{\sqrt {1-a^{2}\cos ^{2}\theta }}\right)},
on :
- {\displaystyle G} és la constant gravitatòria;
- {\displaystyle M} és la massa;
- {\displaystyle c} és la velocitat de la llum en el buit;
- {\displaystyle R_{\mathrm {s} }} és el radi de Schwarzchild associat a la massa {\displaystyle R_{\mathrm {s} }={\frac {2GM}{c^{2}}}} ;
- {\displaystyle R_{\mathrm {g} }} és el radi gravitatori: {\displaystyle R_{\mathrm {g} }={\frac {R_{\mathrm {s} }}{2}}}.

En unitats geomètriques, és a dir, amb {\displaystyle G=1} i {\displaystyle c=1}, el radi equatorial de l'ergosfera ve donat per:
{\displaystyle R=M+{\sqrt {M^{2}-a^{2}\cos ^{2}\theta }}}.
Un plomall suspès, que es manté estacionari fora de l'ergosfera, experimentarà un estirament radial infinit/divergent a mesura que s'acosta al límit estàtic. En algun moment començarà a caure, donant lloc a un moviment de gir induït gravitomagnèticament. Una implicació d'aquest arrossegament de l'espai és l'existència d'energies negatives dins de l'ergosfera.
Com que l'ergosfera es troba fora de l'horitzó d'esdeveniments, encara és possible que els objectes que entren a aquesta regió amb la velocitat suficient escapin de l'atracció gravitatòria del forat negre. Un objecte pot guanyar energia entrant a la rotació del forat negre i després escapant-ne, agafant així part de l'energia del forat negre amb ell (fent la maniobra semblant a l'explotació de l'efecte Oberth al voltant dels objectes espacials «normals»).
Aquest procés d'eliminació d'energia d'un forat negre en rotació va ser proposat pel matemàtic Roger Penrose l'any 1969 i s'anomena procés Penrose. La quantitat màxima de guany d'energia possible per a una sola partícula mitjançant aquest procés és del 20,7% en termes de la seva equivalència de massa, i si aquest procés es repeteix amb la mateixa massa, el guany d'energia màxim teòric s'aproxima al 29% de la seva equivalència massa-energia original. A mesura que s'elimina aquesta energia, el forat negre perd moment angular, s'acosta al límit de rotació zero a mesura que es redueix l'arrossegament espaitemps. Al límit, l'ergosfera ja no existeix. Aquest procés es considera una possible explicació per a una font d'energia de fenòmens energètics com els esclats de raigs gamma. Els resultats dels models informàtics mostren que el procés Penrose és capaç de produir les partícules d'alta energia que s'observen emeses des de quasars i altres nuclis galàctics actius.

## Models possibles d'ergosferes

### El model de Schwarzschild
El primer model fonamental d'un forat negre va ser el de l'alemany Karl Schwarzschild. El forat negre de Schwarzschild és bàsicament una singularitat gravitatòria puntual en l'espaitemps de moment angular nul i constitueix la solució més simple i la primera a ser trobada a les equacions de la relativitat general. Per a aquest forat negre, l'ergosfera es fusiona amb l'horitzó d'esdeveniments, de manera que no hi ha ergoregió en aquest cas.

### El model de Kerr
El model de Kerr o mètrica de Kerr és una solució a les equacions de la relativitat general per a un forat negre en rotació. Tal singularitat, a diferència de la de Schwarzschild, tindria forma anular. Els forats negres reals que es troben en la natura han de ser rotatoris, ja que, per conservació del moment angular, giraran tal com ho feia l'estrella o objecte progenitor. Se sap que les estrelles, en morir, perden gran part del moment angular i aquest és expulsat juntament amb la matèria ejectada per l'explosió de supernova en la qual el forat negre es forma. Però malgrat aquesta pèrdua de moment angular, una part d'aquest roman. Tal forat produiria, en certa regió denominada ergoesfera, una «zona d'arrossegament» de l'espaitemps. L'ergosfera és una estructura de forma el·lipsoïdal; coincideix el seu semieix menor amb l'eix de rotació d'aquesta. L'ergosfera s'aplana, per tant, en la direcció de l'eix de gir de manera similar a com ho fa la Terra per efecte de la seva rotació.

## L'ergoesfera i els viatges en el temps
Dintre de l'ergoesfera no existeix el repòs. És impossible que un cos no s'hi mogui, car el mateix espai gira a l'entorn de la singularitat; per la qual cosa, la matèria que es trobi en aquesta regió girarà al seu costat. Per a l'observador extern a l'ergosfera, el cos viatjarà a la seva velocitat pròpia sumada a la de la rotació de l'espai.
Aquest fet, segons la teoria de la relativitat, comporta curioses conseqüències. L'observació d'un cos que viatgés suficientment ràpid sobre l'ergosfera podria donar una velocitat relativa a l'observador superior fins i tot a la velocitat de la llum, c. En aquest cas, tal objecte simplement desapareixeria de la nostra vista. Arribaria a la seva destinació abans que hagués sortit, cosa que en termes físics significa que hauria viatjat al passat. Per aquesta sorprenent idea, les ergoesferes es conceben, pels físics teòrics, com a veritables màquines del temps naturals; màquines en què, en qualsevol cas, no es pot viatjar més enllà del moment en què es va formar el forat en qüestió.